# Кастеллетто, Жан-Шарль
Жан-Шарль Викто́р Кастеллетто́ (фр. Jean-Charles Victor Castelletto; род. 26 января 1995, Кламар) — камерунский и французский футболист, защитник клуба «Нант» и сборной Камеруна. Играет преимущественно на позиции центрального защитника, также может сыграть на месте крайнего защитника или опорного полузащитника.

## Клубная карьера

### «Осер»
В семь лет Кастеллетто поступил в футбольную академию «Бретиньи», воспитавшую большое количество профессиональных футболистов. Вместе с этой командой он побеждал в двух региональных турнирах на Кубок Эсона. В 13 лет Жан-Шарль вместе с другими юными игроками участвовал в турнире, проходившем в футбольном центре «Клерфонтен», где за ним наблюдали селекционеры клубов «Пари Сен-Жермен», «Лилль» и «Осер». Представители последнего взяли его сыграть за свою молодёжную команду на турнире Sans Frontière. До 15 лет Кастеллетто продолжать выступать за «Бретиньи», а в 2010 году окончательно перешёл в «Осер» и в следующие несколько лет играл за молодёжную команду клуба.
Перед началом сезона 2012/2013 «Осер» вылетел из Лиги 1, вынужден был расстаться со многими ведущими игроками и сделать ставку на воспитанников. У Кастеллетто появилась хорошая возможность проявить себя. В начале 2013 года он был переведён из молодёжного состава во вторую команду клуба, игравшую в Любительском чемпионате Франции. Там на одной из игр его заметил главный тренер Бернар Казони и отправил его тренироваться с основным составом. 4 апреля 2013 года Жан-Шарль заключил с «Осером» свой первый профессиональный контракт, а уже на следующий день он подменил в стартовом составе одного из травмированных игроков в матче Лиги 2 с «Газелеком». В том сезоне он больше за первую команду не играл, но в следующих двух сумел закрепиться в основном составе, составив пару центральных защитников сначала с Адамой Кулибали, а затем с Себастьяном Пюигренье. 26 сентября 2014 года в поединке против «Арль-Авиньона» Жан-Шарль забил свой единственный гол за «Осер».

### «Брюгге» и аренды
Летом 2015 года к Кастеллетто проявляли интерес несколько клубов Лиги 1, но он предпочёл перейти в бельгийский «Брюгге», поскольку этот клуб боролся за чемпионский титул и выступал в еврокубках. 23 июля Жан-Шарль заключил с клубом трёхлетний контракт. Тренер «Брюгге» Мишель Прюдомм отметил, что молодой защитник обладает хорошим потенциалом и должен помочь его команде решить проблему нехватки игроков из-за обилия травмированных. 14 августа в матче против «Кортрейка» Кастеллетто дебютировал в Лиге Жюпилер. 26 августа он отыграл весь матч с «Манчестер Юнайтед» в квалификации Лиги чемпионов. Игра завершилась разгромным поражением бельгийского клуба со счётом 0:4. Вскоре Жан-Шарль два раза подряд травмировал ногу, из-за чего два месяца провёл без футбола, а по возвращении не смог выиграть конкуренцию за место в основном составе.
В сезоне 2015/2016 «Брюгге» выиграл чемпионат Бельгии. Кастеллетто сыграл лишь в трёх матчах, в общей сложности проведя на поле 95 минут. 1 февраля 2016 года Жан-Шарль на правах аренды до конца сезона перешёл в «Мускрон-Перювельз». Соглашение предусматривало возможность выкупа контракт а. 6 февраля в матче против «Генка» он дебютировал за новую команду. Кастеллетто смог стать основным центральным защитником «Мускрона» и во второй половине сезона играл регулярно. После завершения аренды он вернулся в «Брюгге».
После неудачного дебютного сезона в Бельгии Кастеллетто захотел вернуться во Францию. Ему предоставилась такая возможность, когда 21 июля 2016 года его взял в годичную аренду клуб «Ред Стар», выступавший в Лиге 2. 9 августа он дебютировал в новой команде, отыграв весь матч против «Парижа» в Кубке французской лиги, а уже 12 августа в матче против «Бреста» провёл первый матч за клуб в Лиге 2. 6 февраля 2017 года в поединке против «Аяччо» Кастеллетто забил свой первый гол за «Ред Стар». В сезоне 2016/2017 он сыграл за «Ред Стар» 32 матча в Лиге 2 и отметился двумя забитыми голами. Его команда, перед началом сезона собиравшаяся бороться за повышение в классе, в итоге вылетела из Лиги 2.

### «Брест»
21 июля 2017 года Кастеллетто перешёл во «Брест», с которым заключил трёхлетний контракт. Его пригласили в качестве замены основному защитнику Закарии Диалло, который выражал желание покинуть клуб. Дебют Жан-Шарля в новом клубе состоялся 4 августа 2017 года в матче против «Аяччо». 22 сентября он впервые забил за «Брест», принеся команде ничью в матче с «Парижем». Сезон 2017/2018 для Кастеллетто получился успешным, он сыграл в Лиге 2 33 матча (все в стартовом составе), в которых отметился двумя забитыми голами.
В июне 2018 года появилась информация об интересе к Жан-Шарлю со стороны «Ланса», однако переход не состоялся, и в новом сезоне игрок продолжил выступать за «Брест».

## Выступления за сборную
Кастеллетто родился во Франции, его отец имеет итальянское происхождение, а мать родом из Камеруна. На уровне юношеских сборных Жан-Шарль на протяжении пяти лет представлял Францию. Он играл за команды юношей до 16, до 17, до 18, до 19 и до 20 лет, в общей сложности сыграв 25 матчей и забив один гол.
В 2017 году Кастеллетто решил сменить футбольное гражданство и выступать за сборную Камеруна. В мае 2017 года тренер Уго Броос включил Жан-Шарля в предварительную заявку камерунской сборной на Кубок конфедераций, но в окончательный список из 23 игроков новичок не попал. Кастеллетто вновь вызывался в сборную на осеннюю серию матчей отборочного турнира к чемпионату мира 2018 года. В одном из них, 11 ноября, он дебютировал, отыграв второй тайм против команды Замбии.

## Статистика
| Клуб                       | Сезон      | Дивизион   | Лига  | Лига | Кубок | Кубок | Кубок лиги | Кубок лиги | Другое | Другое | Итог  | Итог |
| Клуб                       | Сезон      | Дивизион   | Матчи | Голы | Матчи | Голы  | Матчи      | Голы       | Матчи  | Голы   | Матчи | Голы |
| -------------------------- | ---------- | ---------- | ----- | ---- | ----- | ----- | ---------- | ---------- | ------ | ------ | ----- | ---- |
| Осер                       | 2012/13    | Лига 2     | 1     | 0    | 0     | 0     | 0          | 0          | —      | —      | 1     | 0    |
| Осер                       | 2013/14    | Лига 2     | 19    | 0    | 3     | 0     | 1          | 0          | —      | —      | 23    | 0    |
| Осер                       | 2014/15    | Лига 2     | 28    | 1    | 5     | 0     | 1          | 0          | —      | —      | 34    | 1    |
| Осер                       | Итог       | Итог       | 48    | 1    | 8     | 0     | 2          | 0          | 0      | 0      | 58    | 1    |
| Брюгге                     | 2015/16    | Про-лига   | 3     | 0    | 0     | 0     | —          | —          | 1      | 0      | 4     | 0    |
| Мускрон-Перювельз (аренда) | 2015/16    | Про-лига   | 10    | 0    | 0     | 0     | —          | —          | —      | —      | 10    | 0    |
| Ред Стар (аренда)          | 2016/17    | Лига 2     | 32    | 2    | 1     | 0     | 1          | 0          | —      | —      | 34    | 2    |
| Брест                      | 2017/18    | Лига 2     | 33    | 2    | 1     | 0     | 1          | 0          | —      | —      | 35    | 2    |
| Брест                      | 2018/19    | Лига 2     | 31    | 2    | 2     | 0     | 2          | 1          | —      | —      | 35    | 3    |
| Брест                      | 2019/20    | Лига 1     | 22    | 1    | 1     | 0     | 1          | 0          | —      | —      | 24    | 1    |
| Брест                      | Итог       | Итог       | 86    | 5    | 4     | 0     | 4          | 1          | 0      | 0      | 94    | 6    |
| Нант                       | 2020/21    | Лига 1     | 24    | 1    | 1     | 0     | 0          | 0          | 2      | 0      | 27    | 2    |
| Общий итог                 | Общий итог | Общий итог | 203   | 9    | 14    | 0     | 7          | 1          | 3      | 0      | 227   | 11   |

1. ↑  Матч в Лиге чемпионов

## Достижения
«Нант»
- Обладатель Кубка Франции: 2021/22